# Hrvatski nogometni kup 2002-2003
La Hrvatski nogometni kup 2002./03. (coppa croata di calcio 2002-03) fu la dodicesima edizione della coppa nazionale croata, fu organizzata dalla Federazione calcistica della Croazia e fu disputata dal agosto 2002 al giugno 2003.
Il detentore era la Dinamo Zagabria, che in questa edizione fu eliminata agli ottavi di finale. La Dinamo si rifece vincendo il campionato.
Il trofeo fu vinto dal Hajduk Spalato, al suo quarto titolo nella competizione, la sua tredicesima coppa nazionale contando anche le nove della Coppa di Jugoslavia. L'Hajduk ottenne l'accesso alla Coppa UEFA 2003-2004.
La finalista sconfitta fu il Uljanik, oggi noto "Istra 1961", la prima squadra di seconda divisione croata a raggiungere la finale della coppa nazionale.

## Formula e partecipanti
Alla competizione parteciparono le migliori squadre delle divisioni superiori, con la formula dell'eliminazione diretta. I primi turni erano a gara singola (con la regola del golden goal), mentre quarti, semifinali e finale erano ad andata e ritorno.
Al turno preliminare accedono le squadre provenienti dalle  Županijski kupovi (le coppe regionali): le 21 vincitrici più le finaliste delle 11 coppe col maggior numero di partecipanti.
Le prime 16 squadre del ranking quinquennale di coppa (63 punti alla vincitrice della coppa, 31 alla finalista, 15 alle semifinaliste, 7 a quelle che hanno raggiunto i quarti, 3 a quelle eliminate agli ottavi, 1 se eliminate ai sedicesimi) sono ammesse di diritto ai sedicesimi di finale.

### Ammesse di diritto ai sedicesimi di finale
Le prime 16 squadre (coi punti) del ranking 1996-2001 entrano di diritto nei sedicesimi della Coppa 2002-03:
- 1 Dinamo Zagabria (221)
- 2 Hajduk Spalato (131)
- 3 Osijek (101)
- 4 NK Zagabria (77)
- 5 Varteks Varaždin (59)
- 6 Cibalia (51)
- 7 Slaven Belupo (31)
- 8 Hrvatski Dragovoljac (28)
- 9 Inker Zaprešić (17)
- 10 Segesta (15)
- 11 Rijeka (14)
- 12 Belišće (13)
- 13 Zara (11)
- 14 Dubrovnik (11)
- 15 Sebenico (11)
- 16 Orijent (11)

### Le finali regionali
Le Županijski kupovi (le coppe regionali) 2001-2002 hanno qualificato le 32 squadre (segnate in giallo) che partecipano al turno preliminare della Coppa di Croazia 2002-03. Si qualificano le 21 vincitrici più le finaliste delle 11 coppe col più alto numero di partecipanti.
| Regione                                 | Vincitore                | Finalista        | Risultato     |
| --------------------------------------- | ------------------------ | ---------------- | ------------- |
| Regione di Zagabria                     | Sava Strmec              | Dugo Selo        | ?             |
| Regione di Krapina e dello Zagorje      | Oroslavje                | ?                | ?             |
| Regione di Sisak e della Moslavina      | TŠK Topolovac            | Sloga Jazavica   | ?             |
| Regione di Karlovac                     | Ilovac Karlovac          | ?                | ?             |
| Regione di Varaždin                     | Omladinac Jurketinec     | Ivančica Ivanec  | ?             |
| Regione di Koprivnica e Križevci        | Omladinac Herešin        | Podravac Virje   | ?             |
| Regione di Bjelovar e della Bilogora    | Bjelovar                 | Mladost Ždralovi | ?             |
| Regione litoraneo-montana               | Pomorac                  | ?                | ?             |
| Regione della Lika e di Segna           | Novalja                  | ?                | ?             |
| Regione di Virovitica e della Podravina | Pitomača                 | Virovitica       | ?             |
| Regione di Požega e della Slavonia      | Kamen Ingrad             | Slavonija Požega | 2–0           |
| Regione di Brod e della Posavina        | Marsonia                 | Oriolik Oriovac  | 3–0           |
| Regione zaratina                        | Pag                      | ?                | ?             |
| Regione di Osijek e della Baranja       | Grafičar-Vodovod Osijek  | Metalac Osijek   | 2–1           |
| Regione di Sebenico e Tenin             | Vodice                   | ?                | ?             |
| Regione di Vukovar e della Sirmia       | Bedem Ivankovo           | Graničar Županja | 1–1 (4-3 dtr) |
| Regione spalatino-dalmata               | Uskok Klis               | ?                | ?             |
| Regione istriana                        | Istria                   | Uljanik          | ?             |
| Regione raguseo-narentana               | Hajduk Vela Luka         | ?                | ?             |
| Regione del Međimurje                   | Auto Mikolaj Krištanovec | Polet (SMnM)     | ?             |
| Città di Zagabria                       | Croatia Sesvete          | ?                | ?             |

### Riepilogo
| 1ª Divisione 1.HNL                                                                                            | 2ª Divisione 2.HNL | 3ª Divisione 3.HNL | Divisioni inferiori                                                                                                  |
| --- | --- | --- | --- |
| dal turno preliminare:                                                                                        | | | |
| Kamen Ingrad Pomorac                                                                                          | Croatia Sesvete Grafičar-Vodovod Osijek Istria Marsonia Slavonski Brod Metalac Osijek Novalja Podravac Virje TŠK Topolovac Uljanik Uskok Klis | Bedem Ivankovo Bjelovar Dugo Selo Graničar Županja Ilovac Karlovac Ivančica Ivanec Mladost Ždralovi Omladinac Herešin Oriolik Oriovac Pag Virovitica | Auto Mikolaj Hajduk Vela Luka Omladinac Jurketinec Oroslavje Polet (SMnM) Pitomača Sava Strmec Sloga Jazavica Vodice |
| dai sedicesimi di finale:                                                                                     | | | |
| Cibalia Dinamo Zagabria Hajduk Spalato Osijek Rijeka Sebenico Slaven Belupo Varteks Varaždin Zara NK Zagabria | Belišće Hrvatski Dragovoljac Inker Zaprešić Orijent                                                                                           | Dubrovnik Segesta | |
| non ammesse:                                                                                                  | | | |
| nessuna | NK Čakovec Dilj Vinkovci GOŠK Dubrovnik Imotski Koprivnica Omladinac Novo Selo Rok Sloga Nova Gradiška Solin Valpovka Valpovo Vukovar 91      | le altre 66 squadre | tutte le altre squadre                                                                                               |
| 1ª Divisione 1.HNL                                                                                            | 2ª Divisione 2.HNL | 3ª Divisione 3.HNL | Divisioni inferiori                                                                                                  |

### Calendario
| Turno             | Data                              | Numero gare | Squadre | Entrano in questo turno                                                |
| ----------------- | --------------------------------- | ----------- | ------- | ---------------------------------------------------------------------- |
| Turno preliminare | dal 26 al 31 agosto 2002          | 16          | 48 → 32 | Vincitrici delle 21 coppe regionali 11 finaliste delle coppe regionali |
| Primo turno       | 11 settembre 2002                 | 16          | 32 → 16 | Le migliori 16 del ranking                                             |
| Secondo turno     | dal 6 novembre al 4 dicembre 2002 | 8           | 16 → 8  | Nessuna                                                                |
| Quarti di finale  | 5 marzo 2003 19 marzo 2003        | 8           | 8 → 4   | Nessuna                                                                |
| Semifinali        | 16 aprile 2003 23 aprile 2003     | 4           | 4 → 2   | Nessuna                                                                |
| Finale            | 21 maggio 2003 4 giugno 2003      | 2           | 2 → 1   | Nessuna                                                                |

## Turno preliminare
| Squadra 1                | Risultato | Squadra 2               |
| ------------------------ | --------- | ----------------------- |
| Dal 26 al 31 agosto 2002 |           |                         |
| Auto Mikolaj             | 2 – 13    | Pomorac                 |
| Istria                   | 2 – 1     | Metalac Osijek          |
| Bedem Ivankovo           | 1 – 3     | Novalja                 |
| Polet (SMnM)             | 0 – 2     | Omladinac Herešin       |
| Oriolik Oriovac          | 6 – 0     | Omladinac Jurketinec    |
| TŠK Topolovac            | 3 – 2     | Podravac Virje          |
| Sava Strmec              | 0 – 2     | Pag                     |
| Pitomača                 | 0 – 3     | Grafičar-Vodovod Osijek |
| Uljanik                  | 11 – 1    | Ivančica Ivanec         |
| Virovitica               | 5 – 0     | Mladost Ždralovi        |
| Vodice                   | 0 – 4     | Uskok Klis              |
| Kamen Ingrad             | 1 – 0     | Marsonia Slavonski Brod |
| Graničar Županja         | 1 – 0     | Sloga Jazavica          |
| Dugo Selo                | 1 – 0     | Bjelovar                |
| Oroslavje                | 1 – 3     | Croatia Sesvete         |
| Hajduk Vela Luka         | 3 – 0     | Ilovac Karlovac         |

## Sedicesimi di finale
La partita Pag–Hajduk Spalato è stata disputata allo Stadion Gordan Demo di Possedaria, poiché lo Stadion Julovica di Pago non aveva le dimensioni regolamentari per le gare di coppa nazionale.
| Squadra 1               | Risultato   | Squadra 2            |
| ----------------------- | ----------- | -------------------- |
| 11 settembre 2002       |             |                      |
| Orijent                 | 0 – 2       | Kamen Ingrad         |
| Grafičar-Vodovod Osijek | 1 – 0       | Rijeka               |
| Istria                  | 2 – 3       | Pomorac              |
| Hajduk Vela Luka        | 0 – 6       | Dinamo Zagabria      |
| Pag                     | 2 – 7       | Hajduk Spalato       |
| Oriolik Oriovac         | 0 – 9       | Osijek               |
| Virovitica              | 1 – 6       | Varteks Varaždin     |
| Omladinac Herešin       | 2 – 6       | NK Zagabria          |
| Graničar Županja        | 0 – 3       | Cibalia              |
| Uskok Klis              | 0 – 2       | Slaven Belupo        |
| Uljanik                 | 2 – 1       | Hrvatski Dragovoljac |
| Dugo Selo               | 1 – 2 (dts) | Zara                 |
| Novalja                 | 1 – 2       | Sebenico             |
| Dubrovnik               | 0 – 2       | Belišće              |
| Croatia Sesvete         | 0 – 3       | Inker Zaprešić       |
| TŠK Topolovac           | 1 – 0 (dts) | Segesta              |

## Ottavi di finale
| Squadra 1                         | Risultato   | Squadra 2               |
| --------------------------------- | ----------- | ----------------------- |
| Dal 6 novembre al 4 dicembre 2002 |             |                         |
| Hajduk Spalato                    | 1 – 0       | TŠK Topolovac           |
| Pomorac                           | 1 – 0       | Slaven Belupo           |
| Cibalia                           | 1 – 0       | Zara                    |
| Osijek                            | 3 – 1       | Inker Zaprešić          |
| Uljanik                           | 6 – 0       | Grafičar-Vodovod Osijek |
| Sebenico                          | 1 – 2 (dts) | NK Zagabria             |
| Belišće                           | 0 – 4       | Varteks Varaždin        |
| Kamen Ingrad                      | 2 – 1 (dts) | Dinamo Zagabria         |

## Quarti di finale
| Squadra 1        | Totale | Squadra 2      | Andata     | Ritorno    |
| ---------------- | ------ | -------------- | ---------- | ---------- |
|                  |        |                | 05.03.2003 | 19.03.2003 |
| Cibalia          | 1 – 7  | Hajduk Spalato | 1 – 3      | 0 – 4      |
| Osijek           | 1 – 4  | Uljanik        | 0 – 0      | 1 – 4      |
| Kamen Ingrad     | 4 – 2  | NK Zagabria    | 1 – 1      | 3 – 1      |
| Varteks Varaždin | 4 – 3  | Pomorac        | 3 – 2      | 1 – 1      |

## Semifinali
| Squadra 1      | Totale | Squadra 2        | Andata     | Ritorno    |
| -------------- | ------ | ---------------- | ---------- | ---------- |
|                |        |                  | 16.04.2003 | 23.04.2003 |
| Uljanik        | 5 – 1  | Kamen Ingrad     | 1 – 1      | 4 – 0      |
| Hajduk Spalato | 2 – 0  | Varteks Varaždin | 2 – 0      | 0 – 0      |

## Finale
| Squadra 1 | Totale | Squadra 2      | Andata     | Ritorno    |
| --------- | ------ | -------------- | ---------- | ---------- |
|           |        |                | 21.05.2003 | 06.05.2003 |
| Uljanik   | 0 – 5  | Hajduk Spalato | 0 – 1      | 0 – 4      |

### Andata
| Arbitro: | Širić (Osijek) |

|  |           |          |
|  | Marcatori | 49’ Bule |

| Uljanik | Hajduk |

|                 |    |                  |     |     |
|                 |    |                  |     |     |
| P               | 1  | Siniša Ćaleta    |     |     |
| D               | 2  | Damir Šistek     |     | 68’ |
| D               | 6  | Kristijan Dadić  |     |     |
| D               | 7  | Ivan Kurtović    |     |     |
| C               | 3  | Davor Lasić      |     |     |
| C               | 8  | Danijel Ostović  | 10’ |     |
| C               | 10 | Dragan Raković   |     | 72’ |
| C               | 14 | Dalibor Pauletić |     |     |
| A               | 13 | Darko Deranja    |     | 85’ |
| A               | 19 | Igor Žiković     |     |     |
| A               | 20 | Marin Mikać      |     |     |
| A disposizione: |    |                  |     |     |
| C               | 16 | Elmir Osmanović  |     | 68’ |
| A               | 9  | Vedran Stošić    | 10’ | 72’ |
| C               | 18 | Ljupko Kontešić  |     | 85’ |
| Allenatore:     |    |                  |     |     |
| Elvis Scoria    |    |                  |     |     |

|                 |    |                  |     |     |
|                 |    |                  |     |     |
| P               | 1  | Stipe Pletikosa  |     |     |
| D               | 15 | Dario Brgles     |     | 68’ |
| D               | 17 | Hrvoje Vuković   |     |     |
| D               | 23 | Mato Neretljak   | 10’ |     |
| C               | 10 | Mario Carević    |     | 83’ |
| C               | 18 | Darijo Srna      |     |     |
| C               | 20 | Dean Računica    |     |     |
| C               | 22 | Ante Miše        | 10’ |     |
| C               | 26 | Milan Rapaić     |     |     |
| A               | 5  | Almir Turković   |     | 85’ |
| A               | 8  | Nino Bule        |     |     |
| A disposizione: |    |                  |     |     |
| A               | 11 | Zvonimir Deranja |     | 68’ |
| D               | 7  | Hrvoje Vejić     |     | 83’ |
| A               | 13 | Petar Krpan      |     | 85’ |
| Allenatore:     |    |                  |     |     |
| Zoran Vulić     |    |                  |     |     |

### Ritorno
| Arbitro: | Marić (Zagabria) |

|                                                          |           |  |
| Pletikosa 19’ (rig.) Rapaić 27’ Turković 36’ Deranja 82’ | Marcatori |  |

| Hajduk | Uljanik |

|                 |    |                  |  |     |
|                 |    |                  |  |     |
| P               | 1  | Stipe Pletikosa  |  |     |
| D               | 7  | Hrvoje Vejić     |  |     |
| D               | 17 | Hrvoje Vuković   |  |     |
| D               | 23 | Mato Neretljak   |  |     |
| C               | 10 | Mario Carević    |  |     |
| C               | 14 | Srđan Andrić     |  |     |
| C               | 18 | Darijo Srna      |  | 69’ |
| C               | 20 | Dean Računica    |  |     |
| C               | 26 | Milan Rapaić     |  | 69’ |
| A               | 5  | Almir Turković   |  |     |
| A               | 8  | Nino Bule        |  | 79’ |
| A disposizione: |    |                  |  |     |
| D               | 15 | Dario Brgles     |  | 69’ |
| A               | 13 | Petar Krpan      |  | 69’ |
| A               | 11 | Zvonimir Deranja |  | 79’ |
| Allenatore:     |    |                  |  |     |
| Zoran Vulić     |    |                  |  |     |

|                 |    |                  |  |     |
|                 |    |                  |  |     |
| P               | 1  | Siniša Ćaleta    |  |     |
| D               | 2  | Damir Šistek     |  |     |
| D               | 5  | Ognjen Ugrčić    |  |     |
| D               | 6  | Kristijan Dadić  |  |     |
| C               | 3  | Davor Lasić      |  |     |
| C               | 8  | Danijel Ostović  |  | 70’ |
| C               | 14 | Dalibor Pauletić |  | 84’ |
| C               | 18 | Ljupko Kontešić  |  |     |
| A               | 9  | Vedran Stošić    |  |     |
| A               | 13 | Darko Deranja    |  |     |
| A               | 19 | Igor Žiković     |  | 65’ |
| A disposizione: |    |                  |  |     |
| A               | 20 | Marin Mikać      |  | 65’ |
| C               | 11 | Zedi Ramadani    |  | 70’ |
| D               | 4  | Tomislav Černjul |  | 84’ |
| Allenatore:     |    |                  |  |     |
| Elvis Scoria    |    |                  |  |     |

## Marcatori
| Pos. | Giocatore        | Squadra | Reti |
| ---- | ---------------- | ------- | ---- |
| 1    | Igor Žiković     | Uljanik | 7    |
| 2    | Zvonimir Deranja | Hajduk  | 4    |
| 3    | Boško Balaban    | Dinamo  | 3    |
| 3    | Nedim Halilović  | Varteks | 3    |
| 3    | Hrvoje Sklepić   | Varteks | 3    |
| 3    | Vedran Stošić    | Uljanik | 3    |